# Décès en 1220
Décès
- 1216
- 1217
- 1218
- 1219
- 1220
- 1221
- 1222
- 1223
- 1224

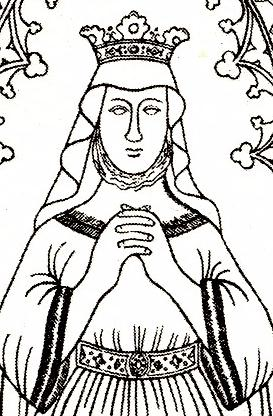
Richardis de Danemark, morte en 1220.

Cette page dresse une liste de personnalités mortes au cours de l'année 1220 :
- 23 janvier : Bogusław II de Poméranie, duc de Poméranie occidentale.
- 30 janvier : Luc, évêque d'Évreux.
- 25 février : Albert II de Brandebourg, margrave de Brandebourg.
- 5 mars : Roger de Vico Pisano, évêque de Lausanne.
- 12 avril : Juhel III de Mayenne, seigneur de Mayenne et de Dinan.
- 15 avril : Adolphe d'Altena, archevêque de Cologne.
- 8 mai : Richardis de Danemark, reine consort de Suède-Finlande.
- 1er juin : Henri de Bohun, 1er comte de Hereford et Lord grand connétable d'Angleterre.
- 26 juin : Sylvestre, évêque de Sées.
- 13 septembre : Pierre II de la Chapelle, trésorier de Saint-Martin de Tours, évêque de Paris.
- 26 septembre : Gertrude de Nesle-Soissons, comte de Soissons et de Alix de Dreux.
- 3 novembre : Urraque de Castille, infante d'Espagne, puis reine consort de Portugal.

- Ange de Jérusalem, missionné auprès du pape, par les premiers ermites du Mont Carmel, pour faire faire valider la Règle de saint Albert (et ainsi reconnaître par l’Église le nouvel Ordre du Carmel): il meurt en martyr en Sicile.
- Arnould II de Guînes, comte de Guines.
- Alexandre Aufrédy, armateur rochelais.
- Gauthier IV Berthout, seigneur du pays de Grimbergen, avoué de Malines pour l’église de Liège.
- Guy de Montfort-Bigorre, comte de Bigorre.
- Humbert de Lexhy, ou Humbert de Danmartin, seigneur d'Awans (aujourd'hui en Belgique).
- Ingwar de Kiev, ou Ingwar Iaroslavitch, ou Ingwar de Loutsk, prince du Rus' de Kiev de la dynastie des Riourikides.
- Jean de Gisors, seigneur normand fondateur de la ville de Portsmouth.
- Kay Kâwus Ier, ou `Izz ad-Dîn Kay Ka'us ben Kay Khusrû, sultan seldjoukide de Roum.
- Matthieu, patriarche de Kiev et de toute la Rus'.
- Saxo Grammaticus, érudit danois (v. 1150-v. 1220). Il a fait ses études à Paris et appartient à l’entourage de l’archevêque de Lund Absalon, qui lui a commandé la rédaction des Gesta Danorum.
- Thiébaud Ier de Lorraine, duc de Lorraine.

date incertaine
- Décembre ou janvier 1221 : Ala ad-Din Muhammad, Chah du Khwarezm.
- Perdigon, troubadour.

## Crédit d'auteurs
- Cet article est partiellement ou en totalité issu de l'article intitulé « 1220 » (voir la liste des auteurs).